# Foggia Calcio
Foggia Calcio ist ein italienischer Fußballverein aus der apulischen Stadt Foggia.

## Geschichte
US Foggia wurde 1920 als Foggia Calcio gegründet. In der Anfangszeit spielte der Verein unterklassig.
1964 gelang erstmals der Aufstieg in die Serie A, in der man drei Spielzeiten verbrachte. Nach dem Abstieg warteten die Fans bis 1970 auf erstklassigen Fußball, bis der Klub als Vizemeister der Serie B die Rückkehr ins Oberhaus schaffte. Der Klub wurde in der Folgezeit zur Fahrstuhlmannschaft, denn es folgte der direkte Wiederabstieg, jedoch gelang 1973 der Wiederaufstieg. Mit nur 18 Punkten stieg US Foggia erneut direkt wieder ab, 1976 gelang wiederum der Aufstieg. 
Zum Saisonende 1977/78 erfolgte der erneute Abstieg in die Serie B, im Jahr darauf erfolgte für US Foggia der Absturz in die Drittklassigkeit. Allerdings gelang als Tabellenzweiter des Girone B der sofortige Wiederaufstieg. 1983 musste die Mannschaft erneut in die dritte Liga absteigen.
1989 schaffte US Foggia die Rückkehr in die Serie B, 1991 kehrte die Mannschaft als Meister der zweiten Liga in die Serie A zurück. Bis 1995 blieb die Mannschaft erstklassig. Nach dem Abstieg aus der Serie B 1998 folgte der direkte Durchmarsch in die vierte Liga. Nach vier Jahren gelang die Rückkehr in die Serie C1. Nachdem der Verein bis 2012 durchgehend in der dritthöchsten Spielklasse aktiv gewesen war, folgte aus finanziellen Gründen der Ausschluss aus sämtlichen Profiligen und die Einstufung zur Saison 2012/13 in die viertklassige Serie D. Dort trat der Club unter dem Namen ACD Foggia Calcio an, verpasste allerdings aufgrund einer Niederlage im Finale der Aufstiegs-Playoffs zunächst auf sportlichem Weg die Rückkehr in den Profibetrieb.
Als Foggia Calcio S.r.l stellte der Verein im Juli 2013 erfolgreich den Antrag zur Zulassung für die Saison 2013/14 in der viertklassigen Lega Pro Seconda Divisione. 2017 bis 2019 spielte Foggia wieder zweitklassig in der Serie B. 2019 stieg die Mannschaft sportlich in die Serie C ab, aus finanziellen Gründen zwangsweise bis in die Serie D.

## Ehemalige Spieler
- Peter Artner
- Francesco Baiano
- Luigi Di Biagio
- Alberto Bigon
- Pierpaolo Bresciani
- Franco Brienza
- José Chamot
- Grégoire Defrel
- Luigi Delneri
- Angelo Domenghini
- Igor Kolywanow
- Oliver Kragl
- Giovanni Lodetti
- Massimo Marazzina
- Marcos
- Hernán Medford
- Andries Noppert
- Pasquale Padalino
- Dan Petrescu
- Roberto Rambaudi
- Luciano Re Cecconi
- Flavio Roma
- Bryan Roy
- Nevio Scala
- Andrea Seno
- Igor Schalimow
- Giuseppe Signori
- Giovanni Tedesco
- Roberto De Zerbi

## Ehemalige Trainer
- Tarcisio Burgnich (1996–1997)
- Anton Cargnelli (1932–1933)
- Domenico Caso (1997–1998)
- Enrico Catuzzi (1994–1995)
- Chinesinho (1978–1979)
- Giovan Battista Fabbri
- Romano Fogli (1983–1984)
- Giuseppe Galderisi (2008)
- Giuseppe Giannini (2004–2005)
- Lajos Kovács
- András Kuttik (1949–1950)
- Tommaso Maestrelli (1968–1971)
- Cesare Maldini (1974–1976)
- Oronzo Pugliese (1961–1965)
- Ettore Puricelli
- Delio Rossi (1995–1996)
- Lauro Toneatto (1972–1975)
- Corrado Viciani (1985–1986)
- Zdeněk Zeman (1986–1987)